# اي زي بي اس-60
اي زي بي اس-60 (الروسية: Автоматическая зенитная пушка С-60) يختصر تحت اسم (AZP)بالروسية (АЗП) وبالعربية (اي زي بيه) حرفيآ:( مدفع اوتاميتيكي مضاد للطائرات -اس -60)
هو مدفع سوفيتي ذاتي الحركة قصير أو متوسط المدى، مضاد للطائرات صنع في عام 1950 , تم استخدامة بنطاق واسع في حلف وارسو , ودول الشرق الأوسط وجنوب شرق آسيا.

## التاريخ
في أواخر 1940، بدأ السوفيت لتطوير مدفع مضاد للطائرات 57 ملم، ليحل محل المدفع 37 ملم. تم عرض ثلاثة نماذج مختلفة، وجعل التصميم الفائز من قبل في جي جاربين. وفقا لمصادر استخباراتية غربية، والألماني 5,5 بندقية النموذج سم Gerät 58 شكلت الأساس للتصميم. كان السوفيت أيضا قادرة على دراسة الألمانية 5 سم الانتقاد 41 البنادق التي تم التقاطها بعد معركة ستالينغراد.
مرت النموذج الاختبارات الميدانية في عام 1946 وتم قبولها في الخدمة في عام 1950، بعد إدخال بعض التعديلات الطفيفة. أعطيت مدفع مضاد للطائرات من عيار 57 ملم اسم اي زيه بي-اس 60. واصلت حاربين تطوير وأوفد نسخة زي اس يو-2 شيلكا في عام 1955.
تم تطوير جهاز التوجيه النار من آلة حاسبة لامبدا الألمانية (Kommandogerät 40، 40A، و40B) وكان يسمى 5أي وكان أيضا جهاز قياس المسافة تسمى D-49. تم الاتجاه النار أيضا أكثر فعالية بما في ذلك غروم-2 (10 سم الطول الموجي) الرادارات إلى بطاريات AA. كان يسمى النظام برمته SON-9. في وقت لاحق، سوف يتم تغيير الآلات الحاسبة في أكثر حداثة RPK-1 فازا، التي تم تصميمها من قبل MM Kositskin. تم نقل الحاسبة وأجهزة الرادار التي كتبها الاورال 375 الشاحنات.
استبدال مسدس عيار 57 ملم وبنادق الشعب 37 ملم في خدمة السوفيتية في 1950s. وتألفت A الشعب فوج مضادة للطائرات من اثنين AA بطاريات مع ستة 57 ملم البنادق لكل منهما. تكونت PVO قوات الدفاع الجوي AA-أفواج من أربعة 57 ملم AA بطاريات (24 البنادق).
في منتصف 1960s، بدأت وحدات مضادة للطائرات الشعب السوفيتي استبدال المدافع AA مع الصواريخ، وبحلول نهاية 1970s، وكانت البنادق AA اختفى تقريبا. ومع ذلك، كانت تستخدم في العديد من البلدان الأخرى. أداء AAA في فيتنام ضد الطائرات تحلق على ارتفاع منخفض أدى السوفيت لاعادة العديد من البنادق من التخزين لاستكمال الصواريخ، التي الأداء على علو منخفض وأقل من مرضية سطح-جو.

## التاريخ القتالي
شهدت اس-60 ونسخة الصينية التابعة لها نوع 59 عدة حروب في جميع أنحاء العالم، على سبيل المثال حرب 1967 وحرب أكتوبر في منطقة الشرق الأوسط والحرب السوفيتية في أفغانستان
في العراق استخدم في الحرب العراقية الإيرانية، وحرب العراق.
واستخدم في سوريا اس-60 في الحرب الاهلية السورية من قبل كلا الجيشين الوطني والحر.

## النسخ
- ايه كيه-725: النسخة البحرية من المدفع ادخل في عام 1958 .
- زيف-72: نسخة البحرية الذي تم تضمينة في حاوية معدنية والية كاملة، تم تصديرها إلى الهند في منتصف 1970
- زي اس يو-57-2:نسخية دو عيار 57 ملم

## المشغلون
- أفغانستان
- ألبانيا
- الجزائر: 850 وحدة
- أنغولا
- أرمينيا
- بنغلاديش
- البوسنة والهرسك
- بلغاريا
- بيلاروس
- كمبوديا
- جمهورية الصين الشعبية
- جمهورية الكونغو
- كوبا: 400 وحدة
- تشيكوسلوفاكيا: 575 وحدة
- جمهورية التشيك
- مصر: 600 وحدة
- إثيوبيا
- فنلندا: 1 وحدة
- جورجيا: 60 وحدة
- غينيا: 11 وحدة
- غينيا بيساو: 10 وحدة
- المجر: 120 وحدة
- الهند
- إندونيسيا: 256 وحدة
- إيران
- العراق
- إسرائيل:
- قرغيزستان: 24 وحدة
- لاوس
- ليبيا: 90 وحدة
- مالي: 6 وحدة
- المغرب
- موريتانيا: وحدتان
- مولدوفا: 12 وحدة
- موزمبيق
- منغوليا
- نيكاراغوا
- كوريا الشمالية
- باكستان
- بولندا: 500 وحدة
- رومانيا: 250 وحدة
- روسيا
- الصومال
- الاتحاد السوفيتي:
- السودان:
- سلوفاكيا
- سوريا: 675 وحدة
- الجيش السوري الحر:
- تايلاند: 24 وحدة
- تركمانستان: 22 وحدة
- أوكرانيا: 400 وحدة
- فيتنام
- اليمن: 120 وحدة
- يوغوسلافيا:
- زامبيا: ~30 وحدة